# Nardino Masu
Leonardo Masu, detto Nardino (Nuoro, 10 maggio 1934 – Nuoro, 11 gennaio 2010), è stato un sollevatore italiano, 8º ai Giochi olimpici di Roma 1960.

## Giochi olimpici di Roma 1960
| Esercizio   | Alzata   | Posizione | Risultato | V/N |
| ----------- | -------- | --------- | --------- | --- |
| Strappo     |          | 14°       | 117.5kg   |     |
| Strappo     | LIFT # 1 |           | 112.5kg   | o   |
| Strappo     | LIFT # 2 |           | 117.5kg   | o   |
| Strappo     | LIFT # 3 |           | 120kg     | x   |
| Slancio     |          | 10°       | 155       |     |
| Slancio     | LIFT # 1 |           | 155kg     | o   |
| Slancio     | LIFT # 2 |           | 160kg     | x   |
| Slancio     | LIFT # 3 |           | 160kg     | x   |
| Distensione | LIFT # 1 | 6°        | 135kg     |     |
| Distensione | lIFT # 1 |           | 130kg     | o   |
| Distensione | LIFT # 2 |           | 135kg     | x   |
| Distensione | LIFT # 3 |           | 135kg     | o   |
| Finale      |          | 8°        | 407.5kg   |     |